# FASTER
FASTER是一條跨太平洋海底通訊光纜，造價約為3億美金，於2016年6月最後一週投入使用，包含台灣延伸段的總長度約為11,629公里。
NEC（系統供應商）和Google表示，FASTER 的設計容量為 60 Tbp/s（100Gb/s*100 個波長 x 6 個光纖對）。
參與此項目的公司包括：
- Google（共同管理）
- NEC（系統供應商）
- 新加坡電信（共同管理）
- KDDI（共同管理）
- Global Transit（共同管理）
- 中國移動國際（共同管理）
- 中國電信國際（共同管理）

FASTER在日本有兩個登陸點，一個位於千葉縣南房總市（原千倉町）、另一個位於三重縣志摩市。在美國則在俄勒岡州有一個登陸點。中華民國台灣延伸段在新北市淡水區有一個登陸點。

## 外部連結
- Submarine Cable Map（页面存档备份，存于）